# Chetia brevis
Chetia brevis, nota come trota dalle frange arancioni o orata di fiume dalle frange arancioni, è una specie di ciclidi nativa del Mozambico e del Sudafrica. La si ritrova infatti nel bacino del fiume Komati, in Sudafrica, e nei laghi costieri del Mozambico. Colonizza acque tranquille con vegetazione marginale e substrati sabbiosi. Questa specie può raggiungere lunghezze di 15 cm (lunghezza standard).